# 박하사탕
박하사탕(薄荷沙糖) 또는 간단히 민트(mint)는 박하유를 넣어서 박하맛이 나는 사탕이다.
박하사탕은 특히 식후 다과로서 전 세계적으로 대중화되어 있는데, 그 이유는 박하유의 맛과 냄새, 그리고 활성 성분이 매우 강하고 입에 깨끗하고 시원한 느낌을 주고, 숨쉴 때 청량감을 주며 위를 가라앉혀주기 때문이다.
여러 식당에서 박하사탕으로 무료로 나눠주기도 한다. 

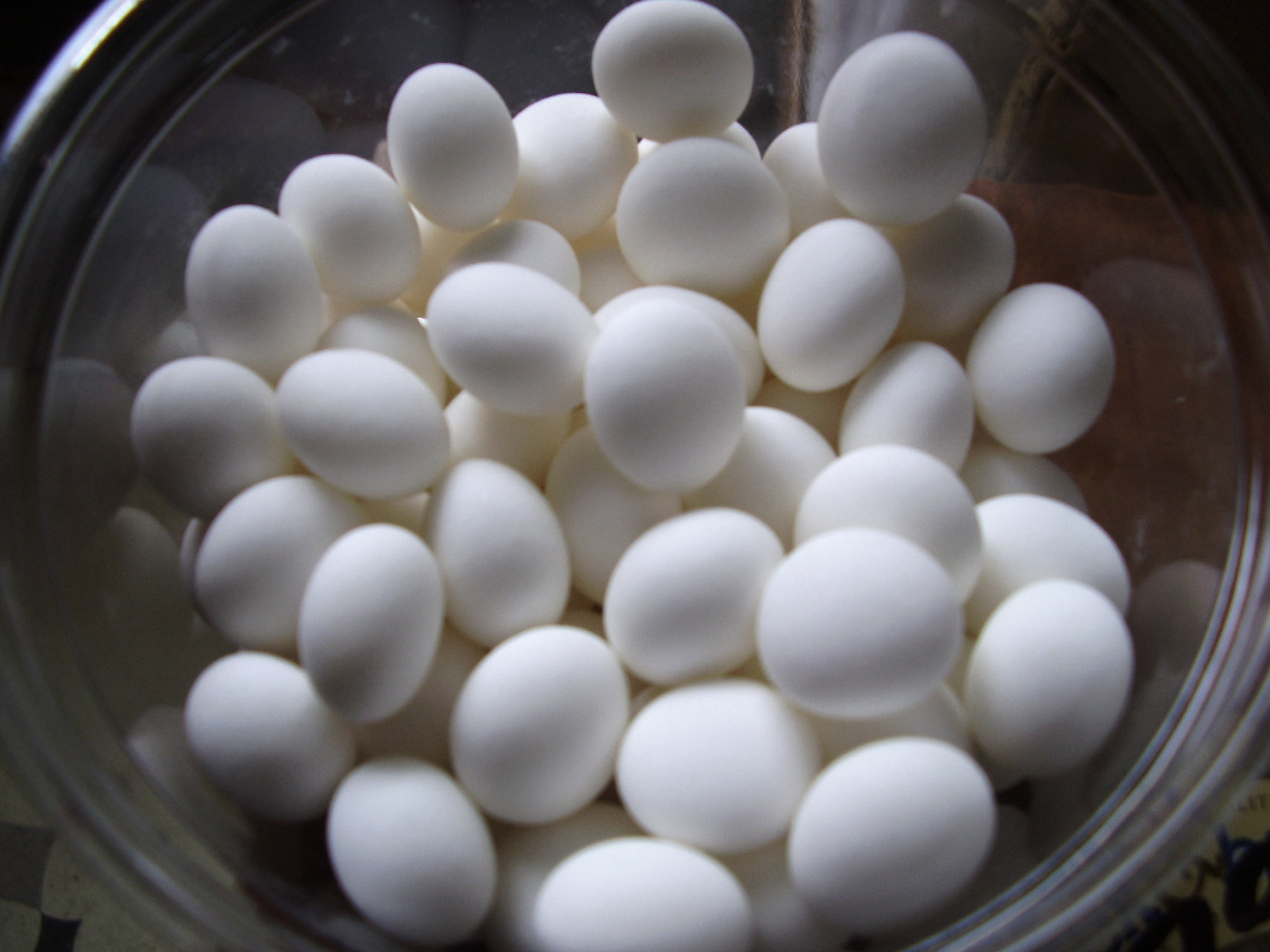
스카치 민트.

## 종류
- 하드 민트
- 소프트 민트
- 스카치 민트

## 참고 문헌
- Blumenthal, et al. The Complete German Commission E Monographs First Edition 1998 American Botanical Council, USA.
- Grigoleit HG, Grigoleit P (August 2005). “Pharmacology and preclinical pharmacokinetics of peppermint oil”. 《Phytomedicine》 12 (8): 612–6. doi:10.1016/j.phymed.2004.10.007. PMID 16121523.
- Baker JR, Bezance JB, Zellaby E, Aggleton JP (October 2004). “Chewing gum can produce context-dependent effects upon memory”. 《Appetite》 43 (2): 207–10. doi:10.1016/j.appet.2004.06.004. PMID 15458807.